# Philippe de Cossé-Brissac
Pour les autres membres de la famille, voir Maison de Cossé-Brissac.
Pour les articles homonymes, voir Cossé et Brissac.
Philippe de Cossé-Brissac, mort le 24 novembre 1548, est un prélat français du XVIe siècle, évêque de Coutances et grand aumônier de France. Il est le troisième fils de René de Cossé, seigneur de Brissac, et de Charlotte Gouffier.

## Biographie
Philippe de Cossé est  membre de l'ordre des bénédictins et est abbé de Saint-Jouin-de-Marnes et de  Saint-Michel-en-l'Herm. Il est précepteur des enfants de François Ier et est nommé évêque de Coutances en 1530.
Il habite ordinairement à Paris et est mécène de gens de lettres et homme des sciences. Philippe fait administrer son diocèse par des suffragants et des grands vicaires. Il reçoit les bénéfices ecclésiastiques  de Saint-Michel en l’Herm et prieur de Saint-Nicolas de Poitiers, de Sainte-Croix-de-la-Voute et de Saint-Eutrope de Saintes. Philippe de Cossé reçoit le titre de grand aumônier de France en 1547.
Il meurt le 24 novembre 1548, à Gien-sur-Loire. Il est inhumé dans l’église de Brissac. Son tombeau est saccagé à la Révolution.

## Sources
- Brissac-Quincé, 2012 (Éditions du Petit Pavé).
- Histoire des évêques de Coutances, 1839.